# Kõvera järv
Kõvera järv är en sjö i Estland.   Den ligger i landskapet Põlvamaa, i den sydöstra delen av landet, 240 km sydost om huvudstaden Tallinn. Kõvera järv ligger 57 meter över havet. I omgivningarna runt Kõvera järv växer i huvudsak blandskog.